# Propàgul

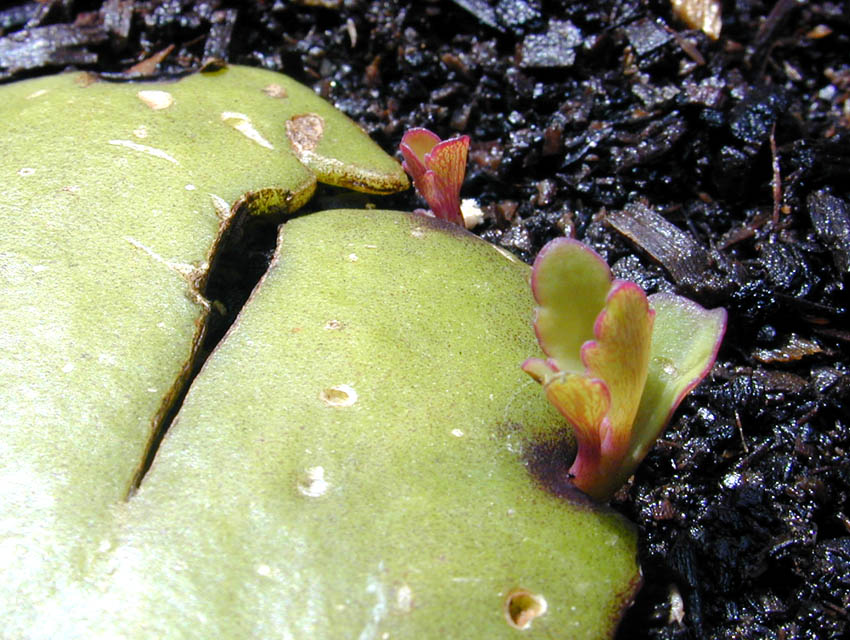
Producció de nous individus en el marge foliar de la planta, Kalanchoe pinnata. La nova planta té 1 cm d'altura. El concepte d'"individu" queda notablement palès.

Un propàgul és una modalitat de reproducció asexual en vegetals, per la qual s'obtenen noves plantes i òrgans individualitzats. Els teixits de la porció separada han de recuperar la condició de meristemes per produir tot el conjunt d'òrgans de la planta adulta. Entre els propàguls més importants tenim:
- Rizomes: són tiges subterrànies horitzontals que cada certa distància emeten tiges verticals. Aquestes estructures presenten gemmes a partir de les quals es formen brots que originen els nous fills, que poden independitzar-se. Exemples de plantes amb rizoma són el gènere Iris, la família de les polipodiàcies, l'agram prim i les ortigues.
- Bulbs: tiges subterrànies curtes i còniques amb una gemma terminal envoltada de fulles carnoses concèntriques que emmagatzemen substàncies de reserva. En la base d'aquestes fulles es tornen a formar bulbs nous que es desprenen per donar lloc a una nova planta. La producció de bulbs és típica dels geòfits bulbosos. Plantes com la ceba (Allium cepa), els jacints (Hyacinthus), els narcisos (Narcissus) i les tulipes (Tulipa) es reprodueixen mitjançant bulbs.
- Tubercles: espècies com la patata (Solanum tuberosum) i la dàlia (Dahlia) es reprodueixen per un mètode similar als bulbs: produeixen tubercles, tiges subterrànies engruixides la funció de les quals és emmagatzemar midó i que presenten gemmes que poden originar una nova planta.
- Corm: els gladiols i les espècies del gènere Crocus (com la safranera) es reprodueixen formant una estructura bulbiforme anomenada corm.
- Estolons o tiges reptants: tiges aèries postrades que s'arrosseguen perquè són llargues i toquen el terra. En els nusos duen gemmes que arrelen i generen una nova planta amb tiges verticals. Els estolons són importants òrgans de reproducció vegetativa d'algunes espècies, com ara la maduixa, moltes gramínies i algunes falgueres.
- Brots adventicis: se situen en els extrems de les fulles, són petites plantes amb arrels adventícies, de manera que quan cauen a terra de seguida donen lloc a una nova planta. Són típiques en algunes crassulàcies. De vegades es formen brots adventicis en forma de gemmes en les tiges danyades (com en les soques dels arbres tallats), en les arrels, prop de la superfície del sòl o en les arrels velles. Aquestes gemmes es converteixen en tiges i fulles aèries noves.